# Transformatorligningen
|  | Sammenskrivningsforslag Artiklen Transformatorligningen er foreslået føjet ind i Transformator. (Siden juli 2014) Diskutér forslaget |

Transformatorligningen beskriver hvordan spændingen på sekundærspolen vil være i forhold til primærspolen i en transformator. Der er proportionalitet mellem spænding på primær- og sekundærspolen. 
Transformatorligningen anvendes således når en transformator skal konstrueres. I den sammenhæng er det relevant at kende hvilestrømmen gennem primærspolen. Hvilestrømmen er den strøm der skal gå gennem primærspolen for at opretholde spændingen på en ubelastet sekundærspole. Behovet for en hvilestrøm er årsagen til at transformatorer ikke er 100% effektive. Det er derfor man kan mærke at en ubelastet transformator bliver varm. 
 Der er for få eller ingen kildehenvisninger i denne artikel, hvilket er et problem. Du kan hjælpe ved at angive troværdige kilder til de påstande, som fremføres i artiklen.